# Fang Xuanling

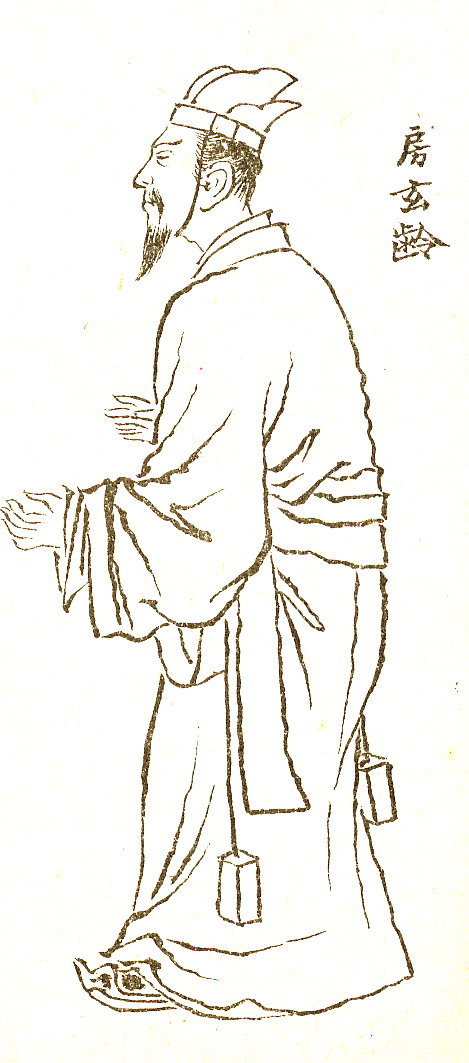
Fang Xuanling – Gemälde von Kikuchi Yōsai (1781–1878).

Fang Xuanling (chinesisch 房玄齡 / 房玄龄, Pinyin Fáng Xuánlíng, * 579; † 648), Geburtsname Fang Qiao (房喬,  Fáng Qiáo), postum Fürst Wenzhao von Liang (梁文昭公,  Liáng Wénzhāo Gōng) war ein Politiker und Historiker der chinesischen Tang-Dynastie. Er gilt neben seinem Nachfolger Du Ruhui als ein Vorbild für alle Kanzler.
Fang Xuanlings Einfluss auf Kaiser Tang Taizong war sehr groß und wird im Buch von Tang in anschaulichen Anekdoten beschrieben.

## Leben

### Jugend
Fang Xuanling wurde im Jahr 579 geboren, kurz vor dem Zusammenbruch der Nördlichen Zhou-Dynastie. Er stammte aus einer noblen Familie: Sein Urgroßvater Fáng Yì (房翼) war unter der Nördlichen Wei-Dynastie General, Beamter und erblicher Fürst gewesen, sein Großvater Fáng Xióng (房熊) ein Beamter, sein Vater Fáng Yànqiān (房彥謙) ein Zivilverwalter der Sui-Dynastie.
Fang Xuanling erhielt in seiner Jugend eine umfangreiche Ausbildung und war ein begabter Kalligraf. Schon damals soll er politische Weitsicht besessen haben, wie die folgende Geschichte aus dem Buch von Tang illustriert: Auf einer Reise in die Hauptstadt Chang’an bemerkte sein Vater, dass die Sui-Dynastie lange Zeit bestehen werde, da durch sie Frieden im Land sei. Fang Xuanling soll erwidert haben: „Der Kaiser (Wen von Sui) hat keine Verdienste oder Tugenden, die Herrschaft hat er durch Verrat errungen. Langfristigen Gewinn hat er seinen Erben vorenthalten. Und weil der Thronerbe sich nicht von seinen Brüdern unterscheidet, werden sie um die Nachfolge wetteifern, wie sie auch in Verschwendung und Luxus wetteifern werden. Schließlich werden sie sich gegenseitig umbringen, und der Staat wird nicht bestehen. Wenn auch zur Zeit alles friedlich ist, erwarte ich den Fall der Dynastie bald.“ Diese Einschätzung stellte sich später als zutreffend heraus.
596, im Alter von siebzehn Jahren, bestand Fang Xuanling die Chinesische Beamtenprüfung und wurde Offizier in der kaiserlichen Armee. Trotz des großen Eindrucks, den er auf den Innenminister Gao Xiaoji (高孝基) machte, scheint Fang Xuanlings Dienst nicht lange gedauert zu haben. Als sein Vater erkrankte, pflegte er ihn zehn Jahre lang bis zu seinem Tod. Anschließend fastete er fünf Tage lang. Später erhielt er den Posten des Statthalters vom Bezirk Xisheng (隰城, im heutigen Lüliang, Shanxi).

### Dienst unter Li Shimin
Im Jahr 617 brach der Aufstand des Generals Li Yuan gegen Kaiser Yang von Sui aus. Fang Xuanling machte sich zum Lager von Li Shimin auf, dem Sohn Li Yuans, und bot ihm seine Dienste an. Durch die Empfehlung des Beraters Wen Yanbo wurde Fang aufgenommen und wurde bald Li Shimins Stabschef und engster Vertrauter. Auch nach dem Sturz der Sui-Dynastie im Jahr 618 behielt Fang Xuanling seine Stellung unter Li Shimin, dem Prinzen von Qin (秦王 Qín wáng), bei.
Im Jahr 621 besiegte Li Shimin den Kriegsherrn Wang Shichong und besetzte seine Hauptstadt Luoyang. Er schickte Fang Xuanling dorthin, um die kaiserlichen Archive (aus der Sui-Zeit) zu beschützen, aber Wang Shichong hatte sie bereits verbrannt. Im selben Jahr wurde Li Shimin für seine Erfolge vom Kaiser ausgezeichnet und errichtete ein Landhaus, in dem die literarisch versierten Berater seines Stabs forschen und diskutieren konnten. Dort kam Fang Xuanling mit den späteren Kanzlern Du Ruhui und Xu Jingzong in Kontakt. Während Fang die besten Pläne ausheckte, war er stets unentschlossen, was Entscheidungen anging. Du Ruhui dagegen konnte sehr rasch beurteilen, welches Vorgehen das Beste sei. Von ihrer Zusammenarbeit rührt das (später entstandene) chinesische Sprichwort her: Fang plant, Du entscheidest (房謀杜斷 Fáng móu Dù duàn).

### Aufstieg zum „Kanzler“, Leibberater des Kronprinzen, Fürst von Wei
Fang und Du wurde im Jahr 626 in einen Nachfolgestreit zwischen dem Kronprinzen Li Jiancheng und Li Shimin verwickelt, in dessen Folge der Kronprinz und der Prinz Li Yuanji hingerichtet wurden. Trotz ihrer zurückhaltenden Rolle wurden beide, Fang und Du, von Li Shimin weiterhin in Ehren gehalten. Fang wurde sogar zum Zhongshu Ling (中書令) ernannt, ein Posten, der dem späteren Kanzler entsprach. Zwei Monate später wurde Li Shimin Kaiser, nachdem sein Vater abgedankt hatte. Im nächsten Jahr ernannte er seine fünf ranghöchsten Berater und Generäle zu Fürsten: Yuchi Jingde, Hou Junji, Zhangsun Wuji, Du Ruhui und Fang Xuanling.
Im Jahr 630 wurden Du Ruhui und Fang Xuanling zu persönlichen Beratern des Kronprinzen Li Chengqian bestellt. In diesem Jahr erhielt Fang auch den Titel Fürst von Wei.

### Verdienste, Regierungsreform (634), Amtsenthebung, Wiedereinsetzung, Fürst von Liang
Zu Fangs herausragendsten Leistungen gehört die Einführung der vereinfachten Regierungsreform im Jahr 634. Dennoch wurde er aus unbekannten Gründen 636 seines Amtes enthoben und zog sich in sein Anwesen zurück. Auf Wunsch der sterbenden Kaiserin Zhangsun jedoch setzte der Kaiser Fang wieder ein. Im Jahr 637 verlieh er ihm den Titel Fürst von Liang und den erblichen Posten des Zivilverwalters der Song-Präfektur. Trotzdem blieb Fang als Kanzler in der Hauptstadt, bis ihm die Präfektur schließlich aberkannt wurde.

### Ehrungen, Einheiratung seiner Kinder ins Kaiserhaus, Titel
Im Jahr 638 erhielten Fang Xuanling und Wei Zheng (580–643) das Kaiserliche Schwert als Auszeichnung für ihre Verdienste. Im nächsten Jahr wurde Fangs Sohn Fang Yi’ai (房遺愛) mit der kaiserlichen Prinzessin Gaoyang verheiratet, Fangs Tochter mit dem Prinzen Li Yuanjia (李元嘉) von Han. 642 wurde Fang Xuanling mit dem Titel Sikong (司空) dekoriert und unter die Drei Erhabenen aufgenommen (ein Ehrentitel für herausragende Beamte seit der Han-Dynastie). 643 gab der Kaiser beim berühmten Porträtmaler Yan Liben eine Serie von Gemälden in Auftrag, die an den Außenwänden des Lingyan-Palastes angebracht wurden und 24 herausragende Politiker abbildeten. Fang Xuanlings Bild war auch dabei. Im selben Jahr setzte der Kaiser seinen Kronprinz Li Chengqian ab und erhob an seiner Stelle Li Tai zum Kronprinzen. Zu den Beratern des Kronprinzen ernannte er Zhangsun Wuji, Xiao Yu und Fang Xuanling.

### Zusammenstellung der Dynastiegeschichte (Buch von Jin) und Tod
In seinen letzten Lebensjahren nutzte Fang Xuanling die Staatsarchive, um ein Geschichtswerk über die Jin-Dynastie (265–420) zusammenzustellen (das Buch von Jin). Einige Kapitel verfasste Kaiser Taizong selbst. Fang Xuanling starb 648 im Alter von 69 Jahren. Seine Nachkommen wurden unbedeutende Landbeamte.